# イスラム・スリマニ
イスラム・スリマニ（Islam Slimani, 1988年6月18日 - ）は、アルジェリア・アルジェ出身のサッカー選手。ベルギー・プロ・リーグ・メヘレン所属。アルジェリア代表。ポジションはフォワード。

## 経歴

### クラブ
アルジェリアでプロキャリアをスタートさせ、2013年8月6日、ポルトガルのスポルティングCPに移籍した。
2015-16シーズンには、プリメイラ・リーガで33試合に出場し27ゴールを記録し、在籍した3シーズンで56得点を挙げた。

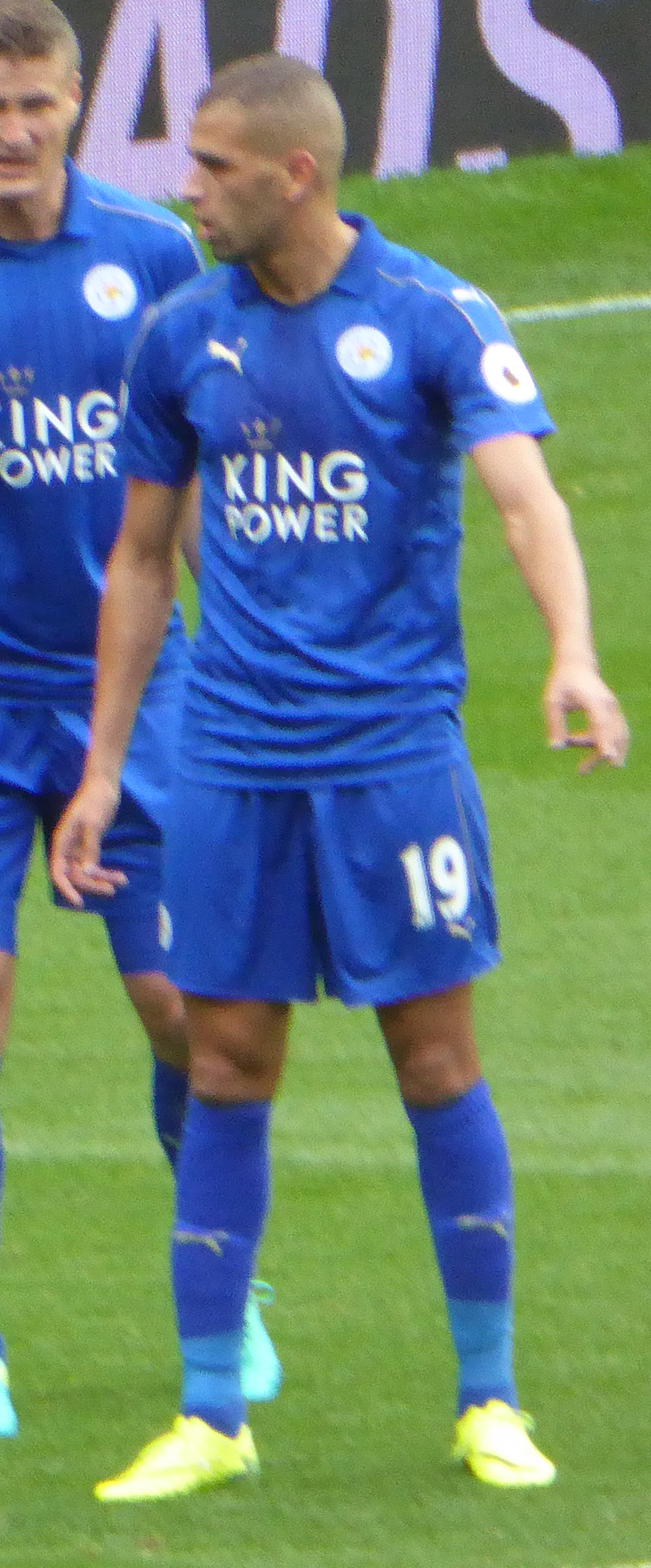
レスターでのスリマニ

2016年8月31日、レスター・シティFCに移籍した。契約期間は5年で移籍金は3000万ユーロに加え、ボーナスが500万ユーロの総額3500万ユーロでレスターのクラブ史上最高額となった。9月14日に行われたUEFAチャンピオンズリーグ 2016-17・クラブ・ブルッヘとの試合でデビューすると、その３日後に行われたプレミアリーグ・バーンリー戦で移籍後初ゴールを含む2得点を挙げた。さらに27日には古巣クラブのライバルであるFCポルトからヘディングで得点して1-0の勝利に貢献した。
2018年1月31日、ニューカッスル・ユナイテッドFCにシーズン終了までのレンタル移籍で加入。
2018年8月12日、フェネルバフチェSKにシーズン終了までのレンタル移籍で加入。
2019年8月21日、ASモナコに買い取りオプション付きのレンタル移籍で加入すると、リーグ戦18試合に出場して9ゴールを決めた。
2021年1月13日、オリンピック・リヨンと2022年までの契約を結んだ。
2022年1月31日、スポルティングCPに復帰し、2023年までの契約を結んだ。
2022年8月25日、リーグ・アンのスタッド・ブレスト29にフリーで加入した。
ブレストでは公式18試合に出場してわずか2得点に終わるも、2023年1月31日にRSCアンデルレヒトとシーズン終了まで契約を締結した。
2月13日のシント＝トロイデンVV戦でベニト・ラマンに代わって77分から出場すると、その4分後に移籍後初ゴールを挙げた。

### 代表
アルジェリア代表として2012年5月26日、親善試合のニジェール戦で代表デビューを果たした。同年6月2日、2014 FIFAワールドカップ・アフリカ2次予選のルワンダ戦で初得点を記録した。
2014年6月22日、2014 FIFAワールドカップのグループリーグ第2戦の韓国戦で先制点を挙げた。その後チームはグループリーグを突破し、ベスト16の成績をおさめた。

## 代表歴

### 出場大会
- アルジェリア代表
  - 2014 FIFAワールドカップ

### 試合数
- 国際Aマッチ 98試合 45得点（2012年-）[14]

| アルジェリア代表 | 国際Aマッチ | 国際Aマッチ |
| 年               | 出場        | 得点        |
| ---------------- | ----------- | ----------- |
| 2012             | 6           | 5           |
| 2013             | 12          | 5           |
| 2014             | 13          | 4           |
| 2015             | 11          | 7           |
| 2016             | 5           | 3           |
| 2017             | 9           | 3           |
| 2018             | 4           | 0           |
| 2019             | 9           | 3           |
| 2020             | 0           | 0           |
| 2021             | 11          | 9           |
| 2022             | 12          | 3           |
| 2023             | 6           | 3           |
| 2024             |             |             |
| 通算             | 98          | 45          |

## タイトル

### クラブ
スポルティングCP
- タッサ・デ・ポルトガル: 2014-15
- スーペルタッサ・カンディド・デ・オリベイラ: 2015

### 代表
アルジェリア
- アフリカネイションズカップ: 2019